# Jean-Albert Ier de Mecklembourg-Schwerin
Jean-Albert Ier de Mecklembourg-Schwerin (en allemand : Johann-Albrecht Ier von Mecklenburg-Schwerin), né le 23 décembre 1525 à Güstrow et mort le 12 février 1576 à Schwerin, est duc de Mecklembourg-Güstrow de 1547 à 1556, duc de Mecklembourg-Schwerin de 1557 à 1576.

## Famille
Fils de Albert VII de Mecklembourg-Güstrow et d'Anne de Brandebourg.

### Mariage et descendance
Le 14 février 1555, Jean-Albert Ier de Mecklembourg-Schwerin épousa Anne Sophie de Prusse (1527-1591), (fille d'Albert de Brandebourg)
Trois enfants sont nés de cette union :
- Albert de Mecklembourg-Schwerin (1556-1561)
- Jean VII de Mecklembourg-Schwerin, duc de Mecklembourg-Schwerin
- Sigismond-Auguste de Mecklembourg (1560-1600), duc de Mecklembourg-Ivenack, en 1593, il épousa Claire de Poméranie (†1623), (fille du duc Bogusław XIII de Poméranie).

## Biographie
En 1547, Jean-Albert Ier de Mecklembourg-Schwerin succéda à son père et régna conjointement avec ses frères Ulrich de Mecklembourg-Güstrow et Georges de Mecklembourg sur la principauté de Güstrow. Toutefois, son frère Ulrich succédant à son cousin Magnus III de Mecklembourg-Schwerin mort accidentellement en 1550, devint administrateur de l'évêché de Schwerin, quant à Georges de Mecklembourg-Schwerin, il participait à la guerre de la Ligue de Smalkade contre Charles Quint. En 1556, Jean-Albert Ier de Mecklembourg-Schwerin succéda à son oncle Henri V de Mecklembourg-Schwerin. Il fut considéré comme un grand mécène des arts et des sciences.

## Généalogie
Jean-Albert Ier de Mecklembourg-Schwerin appartient à la lignée de Mecklembourg-Schwerin appartenant à la première branche de la Maison de Mecklembourg.